# Melle (Bèlgica)
Melle és un municipi belga de la província de Flandes Oriental a la regió de Flandes. Està regat per l'Escalda i el canal Ringvaart. El 2012 tenia 11.016 habitants.

## Història
S'han trobat traces d'habitació que daten dels anys 5000 aC i de l'època gal·loromana. A l'edat mitjana el territori del futur municipi pertanyia a les abàdies gentenques de Sant Pere i Sant Bavó que van probablement construir una primera església al segle ix. Un primer esment escrit de Melle data d'una acta del 964 del rei carolingí Lotari I. Al segle X va erigir-se la senyoria de Melle que al segle xiii, per casament, passà als senyors de Schelderode.
Sota l'ocupació espanyola durant la Guerra dels Vuitanta Anys va ser destruït per les tropes dels Geuzen, l'oposició contra el regne del rei Felip II d'Espanya. El 1745, durant la batalla de Melle els aliats austriacs, anglesos i neerlandesos van combatre les tropes francesos. El darrere senyor feodal va ser Carles Josep Antoni Rodríguez d'Èvora i Vega, nomenat marquès de Rode el 1682 per Carles II de Castella.
Al segle xix va esdevenir un important centre d'horticultura, però la majoria de les explotacions van urbanitzar-se després de la segona guerra mundial. El 1837, l'obertura de l'estació a la línia ferroviària Mechelen-Gant va desenclavar el poble i portar unes petites indústries. La importància estratègica de l'estació de mercaderies de Merelbeke que es troba parcialment al territori de Melle en feia un objectiu de bombardejos, poc precisos a la primera i segona guerra mundial. El 1977 va annexar el municipi veï de Gontrode, després d'una llarga operació de fusions de municipis tot arreu Bèlgica.
La proximitat de Gant i les bonnes connexions (autopista, ferrocarril) amb Brussel·les van contribuir a una urbanització quasi completa de l'antic poble rural. Només queden dues espais vers, el bosc Aalmoeseneiebos i la reserva natural de Kalverhage.

## Evolució demogràfica
- Font:NIS
- 1977: annexió de Gontrode (+2,84 km² i 927 habitants)

## Situació

Mapa de Melle

| - a. Heusden (Destelbergen) - b. Wetteren - c. Gijzenzele (Oosterzele) - d. Landskouter (Oosterzele) | - e. Lemberge (Merelbeke) - f. Merelbeke - g. Gentbrugge (Gant) |